# نجيل أعوج
نجيل أعوج (الاسم العلمي:Cynodon inclinatus) هو نوع من النباتات يتبع جنس النجيل من الفصيلة النجيلية.